# Poste-frontière de Kuusamo-Suoperä
Kuusamon raja-asema (finnois : poste-frontière de Kuusamo) ou Kuusamo–Suoperä (russe : Суоперя) est un poste-frontière entre la Finlande et la Russie situé à Lämsänkylä dans la commune de Kuusamo en Finlande,.

## Géographie
En Finlande le poste frontière est à l'extrémité de la  route régionale 866.
En Russie, la liaison routière se poursuit à travers la municipalité de Kiestinki du Raïon de Louhi de la République de Carélie. 
Du côté russe, ce point de passage routier international est nommé Suoperä.
Le poste frontière est ouvert du 27.10.2019 au 29.3.2020 tous les jours de 8h00 à 19h00.